# Časlivci
Časlivci (česky též Časlovce, ukrajinsky Часлівці, maďarsky Császlóc) jsou obec na Ukrajině, v Zakarpatské oblasti, v okrese Užhorod, v surtské vesnické komunitě. V roce 2025 zde žilo 820  obyvatel.

## Historie
Obec byla od roku 1338 majetkem hradu v Seredném. Obec byla původně součástí Uherska. Po uzavření Trianonské smlouvy obec připadla Československu, kde byly vedena pod názvem Časlovce. V letech 1938 až 1944 byla obec (kvůli první vídeňské arbitráži) součástí Maďarského království. V roce 1945 byla obec připojena k Ukrajinské SSR.

## Pamětihodnosti
- Kostel Nanebevzetí Panny Marie, patří ukrajinské římskokatolické církvi. Je chráněn zákonem Ukrajiny a je zařazena na seznam objektů, které patří ke kulturnímu dědictví země a nepodléhají privatizaci.[4] Kostel byl postaven ve 14. století, v gotickém slohu a měl také obrannou funkci.